# Nemesőr
Nemesőr (1899-ig Sztrázsa, szlovákul Stráža) község Szlovákiában, a Zsolnai kerületben, a Zsolnai járásban.

## Fekvése
Az 583-as út mentén fekszik, Zsolnától 12 km-re keletre.

## Története
1439-ben „Strase” néven említik először. 1511-ben „Ztrasa”, 1520-ban „Zthrasa”, 1598-ban „Ztraza” alakban szerepel az írott forrásokban. Neve arra utal, hogy gyepűvédő határőrök faluja volt. Nevének előtagját kisnemes lakosairól kapta. Az óvári uradalomhoz tartozott. 1598-ban az adóösszeírás szerint hat háza volt. 1720-ban szintén hat az adóegységek száma. 1784-ben 30 házában 33 család és 208 lakos élt.
A 18. század végén Vályi András így ír róla: „STRÁZSA. Tót falu Trentsén Várm. földes Ura Gr. Pongrácz Uraság, lakosai külömbfélék, fekszik Tiszinához nem meszsze, és annak filiája; határbéli földgye középszerű.”
1828-ban 34 háza és 315 lakosa volt. Lakói erdei munkákkal, mezőgazdasággal, mészégetéssel foglalkoztak.
Fényes Elek 1851-ben kiadott geográfiai szótárában így ír a faluról: „Sztrázsa, tót falu, Trencsén vmegyében, Várnához északra 1 fertálynyira, 316 kath., 6 zsidó lak. F. u. gr. Pongrácz. Ut. p. Zsolna.”
A trianoni diktátumig Trencsén vármegye Zsolnai járásához tartozott.

## Népessége
| Év:            | 1994. | 2004.   | 2014.   | 2024.   |
| -------------- | ----- | ------- | ------- | ------- |
| Emberek száma: | 636   | 657     | 676     | 686     |
| Eltérés:       |       | +3,30 % | +2,89 % | +1,47 % |

| Év:            | 2023. | 2024.   |
| -------------- | ----- | ------- |
| Emberek száma: | 688   | 686     |
| Eltérés:       |       | -0,29 % |

1910-ben 313, túlnyomórészt szlovák lakosa volt.
2001-ben 663 szlovák lakosa volt.
2011-ben 676 lakosából 665 szlovák.

## Nevezetességei
A faluban a 19. századi népi építészet számos szép példája látható.